# Карл Філер
Карл Філер (нім. Karl Fiehler; 31 серпня 1895, Брауншвейг — 8 грудня 1969, Діссен-ам-Аммерзее) — партійний діяч НСДАП, рейхсляйтер (2 червня 1933 — 8 травня 1945), імперський керівник Головного управління муніципальної політики НСДАП (1930—1945), обер-бургомістр Мюнхена (20 травня 1933 — 30 квітня 1945), почесний обергруппенфюрер СС (30 січня 1942).

## Біографія
Карл Філер був сином баптистського проповідника і в 1902 році переїхав з батьками в Мюнхен. Там він відвідував реальну школу і вивчав торгову справу, потім з 1914 року працював торговим агентом в Шлезвіг-Гольштейні.
З травня 1915 року пішов солдатом на фронт Першої світової війни. Служив у допоміжних військах в Шлезвіг-Гольштейні, лейтенант резерву (травень 1917). У 1918 році отримав травму ноги.
У березні 1919 року Філер вступив на адміністративну службу в міське управління Мюнхена в якості асистента в центр розподілу продовольчих карток. У лютому 1922 року, після успішної здачі екзаменаційних випробувань для чиновників державної і муніципальної служби середнього рівня, він став службовцем. Подані ним раніше заяви на вступ на державну службу (зокрема, в липні 1921 року) постійно відхилялися. Один з перших членів НСДАП (партквиток № 37). 6 листопада 1923 року став членом «Штосструппен Адольф Гітлер» (Stoßtrupps Hitler) у складі СА, з яких згодом сформувалися СС. Учасник Пивного путчу. 28 квітня 1924 за державну зраду мюнхенський суд засудив його до 15 місяців в'язниці і до штрафу в розмірі 30 золотих марок. Термін відбував у тій самій в'язниці фортеці міста Ландсберг-ам-Лех, що і Адольф Гітлер.
З 8 грудня 1924 року по 20 березня 1933 року був членом муніципалітету і почесним міським радником Мюнхена.
У 1929 році Філер виклав принципи нацистської місцевої політики у своїй брошурі «Націонал-соціалістична Муніципальна політика» (Nationalsozialistische Gemeindepolitik), надрукованій в Мюнхені в центральному видавництві НСДАП «Франц-Ехерем-Ферляґ». У 1930-і роки Філер опублікував ще кілька робіт з проблем місцевого політичного життя в Німеччині з нацистських позицій. З 1927 по 1930 рік був керівником місцевої партійної організації НСДАП в Мюнхені (орстгруппенляйтер). У 1930—1945 роках Філер був керівником Головного управління муніципальної політики НСДАП (нім. Hauptamt für Kommunalpolitik). Це управління займалося вихованням членів створеного нацистами Союзу німецьких громад в націонал-соціалістичному дусі, розвитком общинного самоврядування, консультуванням і обслуговуванням нацистів по муніципальної-політичних питань.
Незабаром після приходу нацистів до владі 20 березня 1933 року Філер був призначений першим бургомістром Мюнхена, а 20 травня 1933 року — обер-бургомістром Мюнхена, хоча в той час такої посади в Мюнхені не існувало. У 1933 році «Німецьку асоціацію міст» (нім. Deutscher Städtetag) нацисти змусили об'єднатися з іншими муніципальними організаціями для формування «Німецької асоціації місцевих органів влади» (нім. Deutscher Gemeindetag). У травні 1933 року Карл Філер був призначений головою Німецької ради цієї об'єднаної організації.
2 червня 1933 року Карл Філер як начальник Головного управління з питань муніципальної політики (нім. Leiter des Hauptamtes für Kommunalpolitik) був зведений в ранг рейхсляйтера і залишався ним до кінця війни. 31 липня 1933 року Філер вступив в СС (посвідчення № 91 724). 30 січня 1942 зарахований в особистий штаб рейхсфюрера СС Генріха Гіммлера. З 1933 по 1945 рік Карл Філер був депутатом рейхстагу від Магдебурга.
В кінці війни, незадовго до вступу американських військ в Мюнхен (30 квітня 1945), Філер втік з міста. Згодом був заарештований і в січні 1949 року засуджений до 2 років трудових таборів і конфіскації 20 % майна.

## Нагороди
- Залізний хрест 2-го класу
- Хрест «За військові заслуги» (Брауншвейг) 2-го класу
- Ганзейський Хрест (Гамбург)
- Нагрудний знак «За поранення» в чорному
- Почесний хрест ветерана війни з мечами
- Почесний кут старих бійців
- Кільце «Мертва голова»
- Почесна шпага рейхсфюрера СС
- Золотий партійний знак НСДАП
- Почесний знак Німецького Червоного Хреста 1-го ступеня з дубовим листям
- Орден крові
- Медаль «У пам'ять 13 березня 1938 року»
- Медаль «У пам'ять 1 жовтня 1938»
- Медаль «За вислугу років у НСДАП» в бронзі, сріблі та золоті (25 років)
- Хрест Воєнних заслуг 2-го і 1-го класу